# Hard Rock Medical (série télévisée)
Hard Rock Medical est une série médicale canadienne diffusée sur TVOntario depuis 2013. 
La série est vaguement basée sur l'Université de l'École de médecine du Nord de l'Ontario. 

## Synopsis
La série suit les nouveaux étudiants de l'école de médecine Boréal à Sudbury. Au cours d'une formation de 4 ans, ces derniers vont apprendre à exercer une médecine qui répond aux besoins de cette région atypique du Nord de l'Ontario.

## Distribution
- Mark Coles Smith - Gary Frazier
- Tamara Duarte - Gina Russo
- Jamie Spilchuk - Cameron Cahill
- Melissa Jane Shaw - Melanie Truscott
- Stéphane Paquette - Charlie Rivière
- Andrea Menard - Eva Malone
- Rachelle Casseus - Farida Farhisal
- Angela Asher - Nancy Siebolski
- Christian Laurin - Raymond Dallaire
- Patrick McKenna - Fraser Healy
- Danielle Bourgon - Louise Helvi
- Kyra Harper - Julie Cardinal